# (6074) Bechtereva
(6074) Bechtereva (1968 QE) – planetoida z grupy pasa głównego asteroid okrążająca Słońce w ciągu 3,7 lat w średniej odległości 2,39 j.a. Odkryta 24 sierpnia 1968 roku.